# Los Angeles Film Critics Association Awards/Bestes Szenenbild
Seit 1993 wird bei den Los Angeles Film Critics Association Awards das beste Szenenbild eines Films geehrt.

## Preisträger
Anmerkungen: In manchen Jahren gab es ein ex-aequo-Ergebnis und somit zwei Gewinner. Seit 2004 werden auch zweitplatzierte Produktionsdesigner von der LAFCA-Jury bekanntgegeben.
| Jahr | Preisträger/-in        | Film                                           | Deutscher Titel                              |
| ---- | ---------------------- | ---------------------------------------------- | -------------------------------------------- |
| 1993 | Allan Starski          | Schindler’s List                               | Schindlers Liste                             |
| 1994 | Dennis Gassner         | The Hudsucker Proxy                            | Hudsucker – Der große Sprung                 |
| 1995 | Bo Welch               | A Little Princess                              | Little Princess - Die kleine Prinzessin      |
| 1996 | Brian Morris           | Evita                                          | Evita                                        |
| 1996 | Janet Patterson        | The Portrait of a Lady                         | Portrait of a Lady                           |
| 1997 | Peter Lamont           | Titanic                                        | Titanic                                      |
| 1998 | Jeannine Oppewall      | Pleasantville                                  | Pleasantville – Zu schön, um wahr zu sein    |
| 1999 | Rick Heinrichs         | Sleepy Hollow                                  | Sleepy Hollow                                |
| 2000 | Tim Yip                | 臥虎藏龍 (Wòhǔ Cánglóng)                       | Tiger and Dragon                             |
| 2001 | Catherine Martin       | Moulin Rouge!                                  | Moulin Rouge!                                |
| 2002 | Dante Ferretti         | Gangs of New York                              | Gangs of New York                            |
| 2003 | Grant Major            | The Lord of the Rings – The Return of the King | Der Herr der Ringe – Die Rückkehr des Königs |
| 2004 | Dante Ferretti         | The Aviator                                    | Aviator                                      |
| 2005 | William Chang          | 2046                                           | 2046                                         |
| 2006 | Eugenio Caballero      | El Laberinto del Fauno                         | Pans Labyrinth                               |
| 2007 | Jack Fisk              | There Will Be Blood                            | There Will Be Blood                          |
| 2008 | Mark Friedberg         | Synecdoche, New York                           | Synecdoche, New York                         |
| 2009 | Philip Ivey            | District 9                                     | District 9                                   |
| 2010 | Guy Hendrix Dyas       | Inception                                      | Inception                                    |
| 2011 | Dante Ferretti         | Hugo                                           | Hugo Cabret                                  |
| 2012 | Jack Fisk              | The Master                                     | The Master                                   |
| 2013 | K. K. Barrett          | Her                                            | Her                                          |
| 2014 | Adam Stockhausen       | The Grand Budapest Hotel                       | Grand Budapest Hotel                         |
| 2015 | Colin Gibson           | Mad Max: Fury Road                             | Mad Max: Fury Road                           |
| 2016 | Ryu Seong-hee          | Agassi (아가씨)                                | The Handmaiden                               |
| 2017 | Dennis Gassner         | Blade Runner 2049                              | Blade Runner 2049                            |
| 2018 | Hannah Beachler        | Black Panther                                  | Black Panther                                |
| 2019 | Barbara Ling           | Once Upon a Time in Hollywood                  | Once Upon a Time in Hollywood                |
| 2020 | Donald Graham Burt     | Mank                                           | Mank                                         |
| 2021 | Steve Saklad           | Barb and Star Go to Vista Del Mar              | nicht bekannt                                |
| 2022 | Dylan Cole Ben Procter | Avatar: The Way of Water                       | Avatar: The Way of Water                     |
| 2023 | Sarah Greenwood        | Barbie                                         | Barbie                                       |

## Zweitplatzierte Kostümbildner
1. ↑  2004 belegte Huo Tingxiao mit dem Film House of Flying Daggers einen zweiten Platz
2. ↑  2005 belegte James D. Bissell mit dem Film Good Night, and Good Luck. einen zweiten Platz
3. ↑  2006 belegten Jim Clay, Veronica Falzon und Geoffrey Kirkland für Children of Men einen zweiten Platz
4. ↑  2007 belegte Dante Ferretti mit dem Film Sweeney Todd – Der teuflische Barbier aus der Fleet Street einen zweiten Platz
5. ↑  2008 belegte Nathan Crowley für The Dark Knight einen zweiten Platz
6. ↑  2009 belegten Rick Carter und Robert Stromberg mit dem Film Avatar – Der Herr der Elemente einen zweiten Platz
7. ↑  2010 belegte Eve Stewart für The King’s Speech einen 2. Platz
8. ↑  2011 belegte Maria Djurkovic mit dem Film Dame, König, As, Spion einen zweiten Platz
9. ↑  2012 belegte Adam Stockhausen mit dem Film Moonrise Kingdom einen zweiten Platz
10. ↑  2013 belegte Jess Gonchor mit dem Film Inside Llewyn Davis einen zweiten Platz
11. ↑  2014 belegte Ondrej Nekvasil mit dem Film Snowpiercer einen zweiten Platz
12. ↑  2015 belegte Judy Becker mit dem Film Carol den zweiten Platz
13. ↑  2016 belegte David Wasco mit dem Film La La Land den zweiten Platz
14. ↑  2017 belegte Paul D. Austerberry mit dem Film Shape of Water – Das Flüstern des Wassers den zweiten Platz
15. ↑  2018 belegte Fiona Crombie mit dem Film The Favourite – Intrigen und Irrsinn den zweiten Platz
16. ↑  2019 belegte Ha Jun Lee mit dem Film Parasite den zweiten Platz
17. ↑  2020 belegte Sergey Ivanov mit dem Film Bohnenstange den zweiten Platz
18. ↑  2021 belegte Tamara Deverell mit dem Film Nightmare Alley den zweiten Platz